# Schuld und Sühne

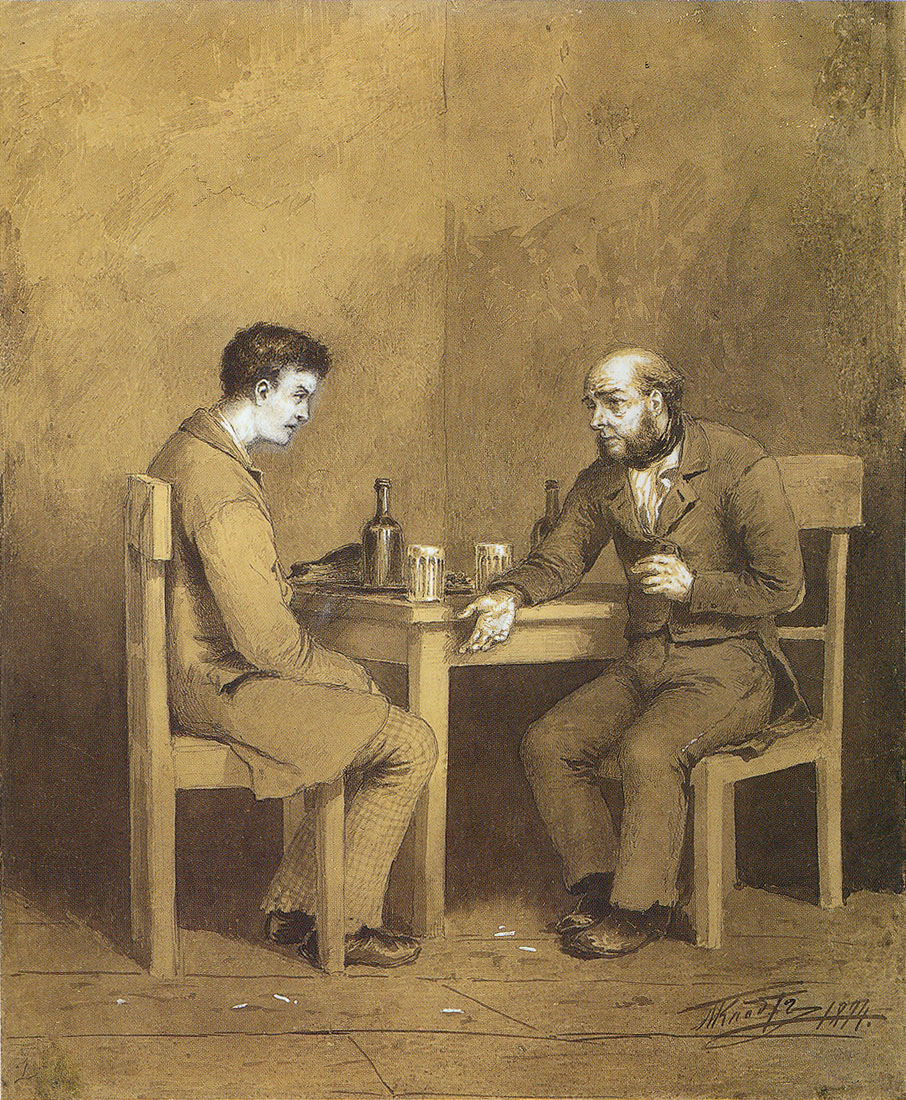
Raskolnikow und Marmeladow. Illustration von Michail Petrowitsch Klodt, 1874.

Schuld und Sühne (russisch Преступление и наказание Prestuplenije i nakasanije), in älteren Übersetzungen auch Raskolnikow, in neueren Verbrechen und Strafe, ist der 1866 erschienene erste große Roman von Fjodor Dostojewski. Der Roman wurde, während Dostojewski laufend weitere Kapitel schrieb, als Feuilletonroman in 12 Fortsetzungen in der Monatszeitschrift Russki Westnik veröffentlicht, beginnend Ende Januar 1866 und endend im Dezember 1866.

## Titel
Der russische Originaltitel des Romans, Prestuplenije i nakasanije (Преступление и наказание), lässt sich nicht exakt ins Deutsche übertragen. Der geläufigste Übersetzungstitel Schuld und Sühne trifft mit seiner stark moralischen Orientierung jedoch nicht die russischen Termini, die eher aus dem juristischen Sprachgebrauch stammen. Genauer ist die Übersetzung als Verbrechen und Strafe, die aber wiederum den durchaus vorhandenen ethischen Gehalt der russischen Begriffe nicht ganz erfasst. Dieser Titel wurde nach Alexander Eliasberg 1921 unter anderem von Swetlana Geier in ihrer viel beachteten Neuübersetzung von 1994 verwendet, als mögliche Alternativen nennt Geier die Worte Übertretung und Zurechtweisung. In anderen Sprachen wurde dagegen schon immer sinngemäß Verbrechen und Strafe als Titel bevorzugt verwendet (englisch: Crime and punishment, französisch: Crime et châtiment, spanisch: Crimen y castigo, polnisch: Zbrodnia i kara, rumänisch: Crimă și pedeapsă). Der Roman wurde im Deutschen teilweise auch unter dem Namen seiner Hauptfigur, Rodion Raskolnikow, herausgegeben.

## Handlung

### Haupthandlung
Schauplatz des Romans ist Sankt Petersburg um 1860. Protagonist ist der bitterarme, aber überdurchschnittlich begabte ehemalige Jura-Student Rodion Romanowitsch Raskolnikow.
Die Mischung aus Armut und Überlegenheitsdünkel spaltet ihn zunehmend von der Gesellschaft ab. Unter dem Eindruck eines von ihm zufällig belauschten Wirtshausgesprächs entwickelt er die Idee eines „erlaubten Mordes“, die seine Theorie „von den ‚außergewöhnlichen‘ Menschen, die im Sinne des allgemein-menschlichen Fortschritts natürliche Vorrechte genießen“ zu untermauern scheint. Er selbst sieht sich als solchermaßen Privilegierten, der auch in der Situation eines „erlaubten Verbrechens“ Ruhe und Übersicht zu wahren weiß.
Diesem Selbstanspruch stehen die bedrückenden, beengten äußeren Umstände entgegen. Raskolnikows Kleidung ist zerlumpt, und er haust in einem Zimmer von sargähnlicher Enge. Die prekäre finanzielle Situation zwingt ihn, sich an jene alte wucherische Pfandleiherin Aljona Iwanowna zu wenden, der sein Mordplan längst gilt. Diese ist für ihn nur eine geizige und herzlose Alte, die allein dafür lebt, ein immer größeres Vermögen zusammenzuraffen, um es für ihr Seelenheil zu verwenden – das Vermögen soll nach ihrem Tod einem Kloster zufallen. Für Raskolnikow ist sie der Inbegriff einer „Laus“, einer wertlosen Person, über deren Leben die wirklich großen Menschen hinweggehen dürfen.
Dieser Weltanschauung verhaftet, verfestigt sich in Raskolnikow die Vorstellung des Mordes an der Pfandleiherin immer mehr, bis er schließlich, veranlasst durch einen Brief seiner Mutter über das ungerechte Los seiner Schwester, zu dem zwanghaften Entschluss kommt, tätig zu werden. Später kaschiert er seine inneren Widerstände, die ihn während der gesamten Ausführung begleiten, durch ideologische Motive. So berichtet er Sofja Semjonowna Marmeladowa, genannt Sonja, einem jungen Mädchen, das sich auf Grund von Geldnöten ihrer Familie prostituiert: „Ich wollte damals erfahren, so schnell wie möglich erfahren, ob ich eine Laus bin, wie alle, oder ein Mensch.“ „Ein Mensch“ bedeutet hier für ihn: ein großer Mensch, ein Napoleon, den er als Beispiel einer solchen „erlaubten“ Rücksichtslosigkeit anführt.
Er besucht die Alte unter einem Vorwand und erschlägt sie mit einem Beil. Ihrer zufällig erscheinenden Schwester Lisaweta, einer geistig zurückgebliebenen, Unschuld symbolisierenden Person, spaltet er mit dem Beil den Schädel. Nur mit großem Glück kann er unentdeckt entkommen. Seine nervliche Anspannung erlaubt ihm auch nicht, sich des Geldes der Alten zu bemächtigen. Er ist seinen eigenen Ansprüchen, wie er feststellen muss, nicht gewachsen. So fällt er nach vollzogener Tat in einen mehrtägigen fiebrigen Dämmerzustand, er ist nicht der Mensch ohne Gewissen, der er zu sein glaubte. Außerdem hat ihn die Mordtat verändert: Wenngleich Raskolnikow mit seinem Verbrechen unentdeckt geblieben ist, empfindet er als Doppelmörder die gesellschaftliche Abspaltung innerlich nun umso schmerzhafter.
Nach dem Mord findet er keine Ruhe mehr, selbst seine eigene Mutter verwirft er. So dauert es nicht lange, bis er vom Ermittlungsrichter Porfirij als Schuldiger erkannt wird, obwohl dieser Raskolnikows Täterschaft nicht zu beweisen vermag. Beiden, dem Täter wie dem Ermittler, ist dies bewusst. Stattdessen steigert sich das intellektuelle Gefecht zwischen den Widersachern zu einem subtilen psychologischen Spiel, welches Raskolnikow, wiewohl er nach dem äußerlichen Stand der Untersuchungen beruhigt sein könnte, immer mehr in die Enge treibt. Die gläubige Sofja Semjonowna, die er kennen und später auch lieben lernt, rät ihm schließlich, sich zu stellen, um für seine Sünden zu „bezahlen“. Raskolnikow, der selbst schon etliche Male den Gang zur Polizei erwogen und wieder verworfen hat, stellt sich tatsächlich.
Im Epilog wird die achtjährige Haft Raskolnikows in einem sibirischen Arbeitslager als geradezu physiologische, langwierige, auf der intensiven Erfahrung der Zeit beruhende Befreiung von der Vergangenheit in Petersburg entworfen. Am Ende des Romans entdeckt er seine Liebe zur (mitgereisten) Sofja, was in der Erzählung mit Auferstehungsmetaphern einhergeht. Auf die vieldiskutierte Frage, ob Raskolnikow am Ende zum christlichen Glauben findet, gibt der Roman jedoch keine eindeutige Antwort. Im letzten Absatz wird eine mögliche Fortsetzung der Geschichte angedeutet, die Dostojewski allerdings nie verfasst hat.

### Nebenhandlungen
Enger als in anderen Romanen Dostojewskis sind Haupt- und Nebenhandlungen personell und thematisch aufeinander bezogen. So hat der Autor verschiedene auf Awdotja und Sonja bezogene Parallel- bzw. Kontrasthandlungen eingebaut, welche die Schuld- und Sühne-Thematik ergänzen:
Sofja (Sonja) ernährt durch Prostitution ihre Familie, weil ihr Vater Semjon Sacharowitsch Marmeladow als Alkoholiker seinen Aufgaben nicht nachkommt, mehrmals seine Anstellungen verliert, alle Wertgegenstände und sogar seine Uniform versetzt, seine zweite Frau Katerina und deren Kinder Polja, Kolja und Lida immer wieder durch seine nicht eingehaltenen Versprechungen enttäuscht, schließlich betrunken unter die Pferde einer Kutsche gerät und an seinen Verletzungen stirbt. Raskolnikow erblickt hier eine für ihn paradigmatisch-desolate Situation des armen Volkes.
Während Raskolnikow durch Sonjas Liebe neuen Lebensmut erhält, kann seine Schwester Awdotja (Dunja) beim Gutsbesitzer Arkadij Iwanowitsch Swidrigailow diese Erlöserrolle nicht spielen. Während ihrer Beschäftigung als Gouvernante ist sie von dem in sie verliebten Hausherrn umworben worden, der sich von ihr die Rettung aus seinem sündigen Leben, vor allem seiner pädophilen bzw. parthenophilen Neigung erhofft hat. In seinen Alpträumen erscheint ihm das von ihm missbrauchte 14-jährige Mädchen, das sich nach der Tat wegen der erlittenen Schande ertränkt hat (6. Teil, 6. Kapitel). Als Sühne versucht er seine Neigung mit finanziellen Wohltaten zu kompensieren. So verlobt er sich nach der, wie kolportiert wird, Vergiftung seiner Frau Marfa mit einer 15-Jährigen, die ihn durch ihr Madonnengesichtchen fasziniert, nachdem er den reich bezahlten Segen der Eltern erhalten hat (6/4). Auch unterstützt er Sonja nach dem Tod Marmeladows und seiner von ihrem Unglück in den Wahnsinn getriebenen Frau Katerina und bezahlt die Unterbringung der Kinder in einem Waisenhaus. Awdotjas Zuneigung will er dadurch erreichen, dass er ihr die durch ein belauschtes Gespräch Rodions mit Sonja erfahrene Wahrheit über Rodions Verbrechen mitteilt und anbietet, ihm zur Flucht ins Ausland zu verhelfen, wenn sie seine Frau wird. Sie lehnt seinen Antrag ab (6/5), da sie Rodions Freund Dmitri Rasumichin liebt, und er erschießt sich in seiner Hoffnungslosigkeit (6/6).
Raskolnikow sucht vor seinem Geständnis einen ähnlichen Ausweg, als er über eine Newa-Brücke geht, kann sich aber nicht zum Selbstmord entschließen und folgt Sofjas Rat (6/7).
Sofja und Dunja sind nicht nur durch Rodion miteinander verbunden, sondern durch eine zweite Person: Der Advokat Pjotr Petrowitsch Lushin verlobt sich durch Marfa Swidrigailowas Vermittlung – sie will damit eine Rivalin in einer Ehe unterbringen – mit Dunja, die als armes Mädchen von ihm abhängig sein wird und deren Dankbarkeit er als Grundlage seiner Ehe erwartet. Als sie sich, auch auf den Rat ihres den zukünftigen Schwager durchschauenden Bruders hin, von ihm trennt, will er ihr die moralische Verkommenheit ihres Bruders beweisen, da dieser trotz eigener finanzieller Probleme Sofjas entwurzelter Familie hilft und deren sozial geächtete Tochter wegen ihrer Aufopferung für ihre Verwandten verehrt. Lushin lockt Sofja in eine Falle und beschuldigt sie des Diebstahls. Sein Komplott scheitert jedoch durch die Aussage des Zeugen Andrei Lebesjatnikow (5/3). Der bei dieser Entlarvung anwesende Raskolnikow sieht sich in seiner Kritik an einer unmoralischen, ungerechten Gesellschaft bestätigt, von der er seine Tat unterschieden wissen will und die deshalb nicht berechtigt sei, über ihn zu richten. Solche Erfahrungen sind ein wesentlicher Grund dafür, dass sich der Protagonist lange weigert, sich der Justiz zu stellen.

## Haupthelden
Rodion Romanowitsch Raskolnikow
Die Geschichte dreht sich um Raskolnikows tiefen inneren Konflikt, ob er eine Wucherin töten und sich anschließend der Menschheit offenbaren soll. Raskolnikow, ein ehemaliger Student, lebt in Armut, fühlt sich entfremdet von der Gesellschaft und voller Selbsthass, während er krank und schwach ist. Das Hauptdrama des Romans entwickelt sich um diesen inneren Konflikt.
Sofia Semjonowna Marmeladow
Sonia, Raskolnikows Geliebte und Tochter von Marmeladow, ist gezwungen, sich als Prostituierte zu verdingen, um ihre Familie zu unterstützen. Trotz ihrer Schüchternheit und ihrer Neigung, sich schnell zu schämen, hat sie einen starken religiösen Glauben und ist die einzige Person, mit der Raskolnikow eine bedeutungsvolle Beziehung pflegt.
Awdotja Romanowna Raskolnikow
Dunja ist Raskolnikows Schwester. Sie ist ebenso intelligent, stolz und gutaussehend wie ihr Bruder, besitzt jedoch auch moralische Werte und Mitgefühl. Sie ist mutig und entschlossen; sie beendet ihre Verlobung mit Luzhin, als er ihre Familie beleidigt, und vertreibt Swidrigailow mit Schüssen.
Arkady Iwanowitsch Swidrigailow
Swidrigailow ist Dunjas ehemaliger Arbeitgeber und eine unmoralische Person. Er glaubt, dass er Dunja bis zum Ende des Romans für sich gewinnen kann. Obwohl der Tod seiner Frau Marfa Petrowna ihn großzügiger gemacht hat, bleibt er eine bedrohliche Figur für sowohl Dunja als auch Raskolnikow.
Dmitri Prokofjewitsch Rasumichin
Rasumichin ist Raskolnikows Freund und ein ehemaliger Student. Er reagiert auf seine Armut, indem er härter arbeitet, statt von anderen zu nehmen. Durch seine Freundlichkeit und Geselligkeit zeigt er, wie sehr sich Raskolnikow von der Gesellschaft entfremdet hat. In gewisser Weise nimmt er Raskolnikows Platz ein, indem er Pulcheria Alexandrowna und Dunja Rat gibt und sie beschützt. Sein Name stammt von dem russischen Wort „razum“, was „Verstand“ oder „Intelligenz“ bedeutet.
Porfirij Petrowitsch
Porfirij Petrowitsch ist der Richter, der die Morde untersucht. Er hat ein scharfsinniges Verständnis für die Kriminalpsychologie und verfolgt präzise Raskolnikows seelischen Zustand von dem Verbrechen bis zum Geständnis. Er ist der Hauptantagonist des Romans; obwohl er nur selten erscheint, ist seine Präsenz ständig spürbar.

## Interpretation

### Raskolnikows Ideologie
Raskolnikow ist anfangs eine „quasi-ideologische“ Figur, weil er seine Ideen und Vorstellungen von Sein und Welt über die Wirklichkeit selbst stellt. Vom eigenen Genie überzeugt, veröffentlicht er in einer Literaturzeitschrift einen Artikel, in dem er den außergewöhnlichen Menschen Rechte über die gewöhnlichen Menschen einräumt. Seine These gipfelt in der Behauptung, außergewöhnliche Menschen hätten das Recht und die moralische Pflicht, die gewöhnlichen Menschen zu ihren höheren Zwecken zu gebrauchen.
Raskolnikow verwirft die Welt, da sie ihm unvollkommen erscheint. Erst durch sein eigenes ideelles Scheitern aufgrund seines Gewissenskonfliktes wird er schließlich fähig, mit Hilfe von Sofja einen unvoreingenommeneren Blick auf die Wirklichkeit zu werfen und sie als das zu entdecken, was sie laut Dostojewski ist: komplexer, humaner – von Raskolnikow abgesehen – und damit reicher als seine Ideale.

### Etablierte Interpretationsansätze
Der Roman hat seit seiner Veröffentlichung unzählige Interpretationen erfahren. Verschiedentlich und wiederholt sind ihm folgende Themen zugeschrieben worden:
- Vaterlosigkeit[3]
- Bewusstwerdung[4] oder Gewissensfindung[5] des Helden (d. h. der Hauptfigur Raskolnikow)
- Narzissmus[6]
- Religiosität[7]
- soziale Not der Großstadt[7]
- Problematisierung von Geld[8]
- Kants Philosophie, insbesondere dessen Moralphilosophie[9]
- die Moderne überhaupt[10]

.
Der Slawist Nils Meier hat die etablierten, aber bislang als disparat angesehenen Themen in einer einheitlichen Interpretation zusammengeführt, indem er den Roman als eine Allegorie des autoritären Charakters liest.

### Autobiografische Reminiszenzen
Dostojewski stand in den 1840er-Jahren zunächst atheistischen, sozialrevolutionären Ideen und Kreisen nahe. Dafür verhaftet und zum Tode verurteilt, kam er in ein sibirisches Gefangenenlager und musste dann den Militärdienst ableisten. In diesem Gefangenenlager kam Dostojewski in den Besitz eines Neuen Testaments, welches er nun aufmerksam studierte. Nach seiner Gefangenschaft vollzog sich der Wandel vom atheistisch zweifelnden Revolutionär zum Christen. Raskolnikows Wandlung ist das Abbild dieser Wandlung Dostojewskis.
Die Figuren Marmeladow und dessen Frau Katerina Iwanowna tragen Züge von Dostojewskis erster Ehefrau Marija Dmitrijewna Dostojewskaja und ihres ersten Ehemannes Alexander Iwanowitsch Issajew.

### Bedeutung der Namen
Wie auch in anderen Romanen Dostojewskis tragen die Wurzeln der im Roman benutzten Namen oft eine sprechende Bedeutung:
- Raskolnikow von расколоть = zerspalten, knacken (s. a. die Raskolniki, hier spezifischer mit „Schismatiker“ zu übersetzen, genannten russischen Altgläubigen)
- Semjon Sacharowitsch Marmeladow: der masochistische Figurencharakter und deren Name deuten auf Leopold von Sacher-Masoch hin, der ursprünglich den Familiennamen Sacher trug und sich avant la lettre zum Masochisten stilisiert hatte. Die Anspielung wird durch den in Sacharowitsch Marmeladow enthaltenen Hinweis auf die marmeladenhaltige Sacher-Torte bestärkt[13].
- Lusch in von луженый = verzinnt
- Rasumichin von разум = Verstand
- Lebesjatnikow von лебезить = scharwenzeln
- Kapernaumow: Schneider, bei dem Sofja Semjonowna wohnt; bezieht sich auf die Glaubensstärke des Hauptmanns von Kapernaum

## Entstehungsgeschichte

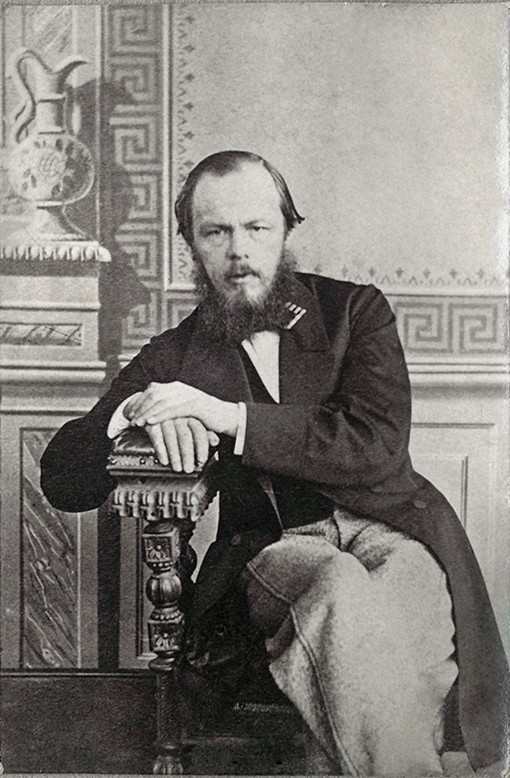
Dostojewski auf einer Fotografie aus dem Jahr 1863

Dostojewski begann die Arbeit an Schuld und Sühne im Spätsommer 1865 während eines Auslandsaufenthalts, als er sich aufgrund seiner Spielsucht in einer prekären finanziellen Situation befand. Vor dieser Auslandsreise hatte er mit seinem Verleger einen Vertrag abgeschlossen, der ihm gegen einen Vorschuss von 3000 Rubeln die Exklusivrechte an einer dreibändigen Werkausgabe zusicherte und Dostojewski darüber hinaus verpflichtete, bis zum 1. November 1866 einen neuen Roman vorzulegen. Hätte Dostojewski diese Frist nicht eingehalten, wäre sein Verleger berechtigt gewesen, alle Werke der kommenden neun Jahre ohne Zahlung eines Honorars zu veröffentlichen. Da die Fertigstellung von Schuld und Sühne während dieser Zeit nicht gelang, unterbrach Dostojewski die Arbeit am Roman zwischenzeitlich, um den kürzeren Roman Der Spieler einzuschieben, den er innerhalb von 26 Tagen fertigstellte. Nach dieser Unterbrechung wandte er sich wieder Schuld und Sühne zu, den er Ende 1866 fertigstellte.
Die ersten Skizzen zu Schuld und Sühne stammen aus dem September 1865 und unterscheiden sich in einigen Punkten wesentlich von der Endfassung. So bediente sich Dostojewski anfangs Raskolnikows als Ich-Erzähler, erst später wechselte er zu einer Erzählperspektive in der dritten Person. Die gesamte Figurengruppe um Sofja und Marmeladows Familie tritt noch nicht auf, ebenso wenig die Figuren Swidrigajlow und Porfirij und damit das „psychologische Duell“ zwischen Raskolnikow und dem Untersuchungsrichter. In der ursprünglichen Form des Manuskripts stellt sich der Mörder allein deshalb, weil er dem psychischen Druck nicht standhält; Beweise gegen ihn liegen nicht vor. Auch Raskolnikows Motive für den Mord änderten sich im Laufe der Arbeit am Manuskript: in der Anfangsfassung geht es ihm allein darum, Geld zu erbeuten, um seine Familie zu unterstützen, während der Zusammenhang mit politischen Ideen erst im weiteren Verlauf von Dostojewskis Arbeit auftritt. Dadurch resultierende Inkonsequenzen in der Erklärung von Raskolnikows Motiven lassen sich noch in der veröffentlichten Endfassung finden.

## Rezeption

### Dramatisierungen
Leo Birinski schrieb die Tragödie Raskolnikoff nach Dostojewskis Roman ungefähr im Jahre 1910. Gedruckt wurde sie etwa 1912 vom Drei Masken-Verlag in München. Die Uraufführung erfolgte am 9. April 1913 im Fürstlichen Hoftheater Gera. Weitere deutschsprachige Aufführungen: Residenz-Theater Berlin (18. Oktober 1917), Wiener Kammerspiele (7. Dezember 1917). Übersetzungen: Kroatisch (1916, Osijek), Slowenisch (1922, Maribor), Tschechisch (2007, Prag).
Bernard-Marie Koltès schuf 1971 ein Stück nach den Motiven um den Protagonisten des Romans, Procès ivre, das im selben Jahre in Straßburg am Théatre du Quai unter Koltès uraufgeführt wurde.
1973 inszenierte André Barsacq am Théâtre de l’Atelier in Paris unter dem Titel Crime et châtiment seine Bühnenbearbeitung des Romans. Den Raskolnikow spielte Niels Arestrup, für den diese Rolle sein eigentliches Debüt als Theaterschauspieler bedeutete.
Frank Castorf dramatisierte den Roman 2005 an der Volksbühne Berlin.
Für die Salzburger Festspiele 2008 inszenierte Andrea Breth am Salzburger Landestheater eine vierstündige Theaterfassung unter dem Titel Verbrechen und Strafe mit Jens Harzer in der Rolle des Raskolnikow (Uraufführung am 26. Juli 2008).

### Musikalische Bearbeitungen
Emil Nikolaus von Reznicek ließ sich 1925 und 1930 von dem Roman zur Komposition zweier Raskolnikoff-Ouvertüren anregen.
Der italienische Komponist Arrigo Pedrollo komponierte auf ein von Giovacchino Forzano verfasstes, auf Dostojewskis Roman basierendes Libretto das musikalische Drama Delitto e castigo. Die Uraufführung fand 1926 statt, 1929 wurde es von Walter Dahms ins Deutsche übersetzt.
Eine Oper Raskolnikoff wurde 1948 von Peter Sutermeister geschrieben. Die Musik stammt von seinem Bruder, Heinrich Sutermeister.
In den Jahren 1955 bis 1956 vertonte Giselher Klebe Dostojewskis Schilderung des ersten Traums Raskolnikows für Sopran, Solo-Klarinette und Orchester. Die Komposition wurde 1956 mit dem Titel Raskolnikows Traum bei den Ferienkursen für Neue Musik in Darmstadt uraufgeführt.

### Verfilmungen
- 1910 – Prestuplenje i nakasanje – Regie: Wassili Gontscharow (Russland)
- 1913 – Prestuplenje i nakasanje – Regie: Iwan Wronski (Russland)
- 1917 – Raskolnikov – Regie: Alfréd Deésy (Ungarn)
- 1923 – Raskolnikow – Regie: Robert Wiene (Deutschland)
- 1935 – Schuld und Sühne (Crime and punishment) – Regie: Josef von Sternberg – mit Peter Lorre, Edward Arnold und Marian Marsh (USA)
- 1935 – Schuld und Sühne (Crime et châtiment) – Regie: Pierre Chenal (Frankreich)
- 1945 – Brott och straff – Regie: Erik Faustman (Schweden)
- 1956 – Schuld und Sühne (Crime et châtiment) – Regie: Georges Lampin – mit Jean Gabin (Frankreich)
- 1962 – Raskolnikoff – Regie Hermann Wenninger – mit Oskar Werner, Fernsehfilm, Musik Bernd Scholz (BRD)
- 1970 – Schuld und Sühne (Prestuplenje i nakasanje) – Regie: Lew Kulidschanow (Sowjetunion)
- 1983 – Crime and Punishment (Rikos ja rangaistus) – Regie: Aki Kaurismäki (Finnland)
- 1988 – Schuld und Sühne (Crime et châtiment) – Regie: Andrzej Wajda (BRD)
- 1991 – Das Geständnis (TV-Serienfolge Novak) – Regie: Bernd Schadewald (BRD)
- 1994 – Sin compasión (Ohne Erbarmen) – Regie: Francisco J. Lombardi (Peru)
- 1998 – Schuld und Sühne (Crime and punishment) – Regie: Joseph Sargent – (mit Patrick Dempsey, Ben Kingsley und Julie Delpy) (USA/Ungarn)
- 2000 – Crime and Punishment – Du sollst nicht töten (Crime and Punishment) – Regie: Menahem Golan (mit Crispin Glover, Vanessa Redgrave und John Hurt) (USA)
- 2002 – Crime and Punishment – Regie: Julian Jarrold (GB)
- 2005 - Matchpoint - Regie: Woody Allen (GB/USA/Lumexburg) (keine direkte Verfilmung, sondern verändernde Interpretation des Themas)
- 2007 – Prestuplenje i nakasanje – Regie: Dmitri Swetosarow (Russland)

### Hörspiele
- 1949: Schuld und Sühne (4 Teile) – Regie: Walter Ohm, mit Peter Lühr, Ernst Schlott, Maria Nicklisch, Marianne Kehlau, Carl Wery, Else Wolz, Bum Krüger (BR)
- 1949: Raskolnikow – Regie: Kurt Strehlen, mit Gert Westphal, Wolfgang Dohnberg, Trudik Daniel, Ursula Noack, Friedrich W. Bauschulte (RB)
- 1958: Raskolnikoff – Regie: Curt Goetz-Pflug, mit Paul Edwin Roth, Hans Stiebner, Heinz Giese, Arnold Marquis, Elsa Wagner (SFB)
- 1960: Raskolnikoff (6 Teile) – Regie: Raoul Wolfgang Schnell, mit Siegfried Wischnewski (Erzähler), Klaus Kammer, Wolfgang Forester, Gustl Halenke, Ernst Ginsberg (WDR)
- 1962: Raskolnikoff (in einer Bearbeitung von Leopold Ahlsen) – Regie: Hermann Wenninger, mit Oskar Werner, Heinz Klevenow, Cordula Trantow, Karl Michael Vogler, Fritz Rasp (BR)

## Übersetzungen ins Deutsche
Die Titel der jeweiligen Übersetzungen beziehen sich auf die Erstausgabe.
Spätere Ausgaben der gleichen Übersetzung wurden teilweise unterschiedlich betitelt.
- Wilhelm Henckel (1882) als Raskolnikow, 3 Bde., Leipzig: Wilhelm Friedrich (1. deutsche Auflage, nach der 4. russischen Auflage)
- Wilhelm Henckel (1887) als Raskolnikow, Leipzig: Wilhelm Friedrich (2. deutsche Auflage, nach der 5. russischen Auflage)
- Hans Moser (ca. 1888) als Raskolnikow’s Schuld und Sühne
- Paul Styczynski (ca. 1891) als Schuld und Sühne
- E. K. Rahsin (1906) als Schuld und Sühne, ISBN 3-492-04002-0
- Adam Kotulski (ca. 1907) als Raskolnikow oder: Schuld und Sühne
- Michael Feofanoff (ca. 1908) als Rodion Raskolnikoff
- Hermann Röhl (1912) als Schuld und Sühne, ISBN 3-15-002481-1
- Alexander Eliasberg (1921) als Verbrechen und Strafe
- Gregor Jarcho (1924) als Verbrechen und Strafe
- Bernhard Dedek (1925), Übersetzung und Bearbeitung, als Raskolnikow. Schuld und Sühne
- Werner Bergengruen (1925) als Schuld und Sühne, ISBN 3-7175-2118-7
- Valeria Lesowsky (ca. 1930) als Raskolnikow (Schuld und Sühne)
- Alexander Eliasberg (1948) als Schuld und Sühne
- Fega Frisch (1952 oder früher) als Schuld und Sühne
- Richard Hoffmann (vor 1960) als Schuld und Sühne, ISBN 3-538-06910-7
- Benita Girgensohn (1963) als Schuld und Sühne
- Swetlana Geier (1964) als Raskolnikov – Schuld und Sühne
- Brigitte Klaas (1980) als Schuld und Sühne, ISBN 3-442-07531-9
- Margit und Rolf Bräuer (1994) als Schuld und Sühne, ISBN 978-3-7466-6102-5
- Swetlana Geier (1994) als Verbrechen und Strafe, ISBN 3-250-10174-5 und ISBN 3-596-12997-4